# Octavian Abrudan
Octavian Abrudan (* 16. März 1984 in Cluj-Napoca, Kreis Cluj) ist ein rumänischer ehemaliger Fußballspieler.

## Karriere
Schon im Alter von 15 Jahren kam Abrudan in den Kader seines Heimatvereins Universitatea Cluj, der seinerzeit in der zweiten rumänischen Liga spielte. Wurde er anfangs nur sporadisch eingesetzt kam, er ab 2003 zu deutlich mehr Einsatzzeiten. Im Sommer 2005 verließ Abrudan „U Cluj“ und wechselte in die Divizia A (heute Liga 1) zu Gloria Bistrița. Dort wurde er in der Saison 2006/07 zum Stammspieler, schloss sich in der Winterpause 2007/08 aber dennoch dem FC Brașov an, der in der Liga II spielte.
In Brașov gelang ihm am Saisonende die Rückkehr ins Oberhaus. Nach zwei Spielzeiten wechselte er im Sommer 2010 zu Steaua Bukarest, wo er einen Vertrag bis Sommer 2013 unterschrieb. Schon nach der Hinrunde verließ er Steaua wieder und kehrte zu seinem Heimatverein „U Cluj“ zurück. Dort kam er jedoch nur unregelmäßig zum Einsatz. Im Sommer 2012 schloss er sich Rapid Bukarest an. Zu Beginn der Spielzeit 2013/14 war er zunächst ohne Verein, ehe er sich im August 2013 abermals Universitatea Cluj anschloss. Im Sommer 2014 wechselte er zum FC Milsami in die moldauische Divizia Națională. Anfang 2015 schloss er sich Gaz Metan Mediaș an, musste mit seinem neuen Klub am Ende der Saison 2014/15 absteigen. Abrudan blieb in Mediaș, löste seinen Vertrag im Januar 2016 aber auf. Er war acht Monate ohne Engagement, ehe er im September 2016 erneut bei Universitatea Cluj anheuerte, das mittlerweile in der Liga II spielte.